# Botoșani
Botoșani (rumänskt uttal: /bo.to'ʃanʲ/) är en stad (municipiu) i det historiska landskapet Moldova i nordöstra Rumänien. Staden utgör residensstad i länet Botoșani och hade 106 847 invånare enligt folkräkningen 2011.
Botoșani ligger på 170 meters höjd över havet mellan moldaviska slätten och Suceavaplatån, mellan floderna Siret i väster och Prut i öster. Den avgränsas i norr av vattendraget Sitna och dess tillflöde Luizoia, och i öst av vattendraget Dresleuca. I norr och söder avgränsas Botoșaniplatån av två djupa dalgångar, med svagare lutning i norr och mer abrupt i söder. Platåns allmänna lutning är från nordöst till sydöst, vilket överensstämmer med den hydrografiska lutningen. Kommunen har en yta på 4 135,41 hektar, varav 1 910 utgör stadsområdet.
Mellan 1990 och 1997 ökade befolkningen med 3 000 invånare, efter en längre nedgång i invånarantalet. Folkräkningen i mars 2002 räknade 115 069 invånare, varav 59 315 kvinnor (51,6 procent) och 55 755 män (48,4 procent).
Fynd bestående av kärl och mynt daterade till 300-talet har hittats i staden; dessa återfinns nu på det historiska museet i Moskva. Botoșani omnämns första gången i Bistrițakrönikan som berättar om tatarernas (nogaiernas) angrepp på staden den 28 november 1439. Namnet kommer troligen av bojarsläkten Botaș.
Poeten Mihai Eminescu, historikern Nicolae Iorga och Isidore Isou, grundaren av lettrismen, föddes i staden.